# Saint-Seurin-de-Palenne
Saint-Seurin-de-Palenne is een gemeente in het Franse departement Charente-Maritime (regio Nouvelle-Aquitaine) en telt 149 inwoners (1999). De plaats maakt deel uit van het arrondissement Jonzac.

## Geografie
De oppervlakte van Saint-Seurin-de-Palenne bedraagt 4,0 km², de bevolkingsdichtheid is 37,3 inwoners per km².
De onderstaande kaart toont de ligging van Saint-Seurin-de-Palenne met de belangrijkste infrastructuur en aangrenzende gemeenten.

## Demografie
Onderstaande figuur toont het verloop van het inwonertal (bron: INSEE-tellingen).